# Offenbach (okrug)
Offenbach (okrug) ( njemački  Kreis Offenbach) - je okrug u njemačkoj pokrajini Hessen. Administrativno središte je u Dietzenbachu.

## Gradovi i općine u okrugu
| Gradovi                                                                 |                                                                        | Općine                                 |
| ----------------------------------------------------------------------- | ---------------------------------------------------------------------- | -------------------------------------- |
| 1. Dietzenbach 2. Dreieich 3. Heusenstamm 4. Langen 5. Mühlheim am Main | 1. Obertshausen 2. Obertshausen 3. Rodgau 4. Rödermark 5. Seligenstadt | 1. Egelsbach 2. Hainburg 3. Mainhausen |

## Vanjske poveznice
- Webpräsenz des Landkreis Offenbach
- BürgerGIS  Arhivirana inačica izvorne stranice od 19. srpnja 2011. (Wayback Machine) des Kreises Offenbach